# Łęknica

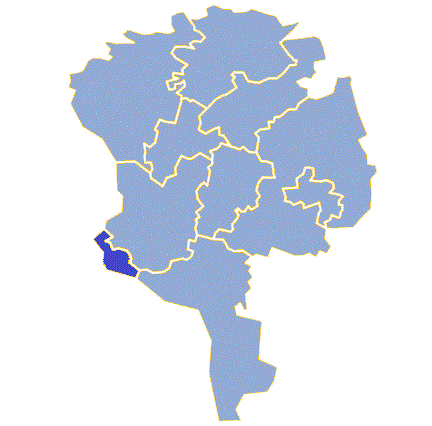
Położenie gminy na mapie powiatu

Łęknica (niem. Lugknitz, łuż. Wjeska, 1945–1946 Lubanica) – miasto w Polsce, w województwie lubuskim, w powiecie żarskim, nad Nysą Łużycką.
Pod względem historycznym Łęknica leży na Górnych Łużycach. W latach 1975–1998 miasto administracyjnie należało do województwa zielonogórskiego.
Według danych GUS z 31 grudnia 2019 r. Łęknica liczyła 2459 mieszkańców.
Początkowa samodzielna gmina (Lugknitz), 31 marca 1940 roku, została przyłączona do Mużakowa (Bad Muskau), po czym do 1945 roku stanowiła jego prawobrzeżną dzielnicę.

## Historia

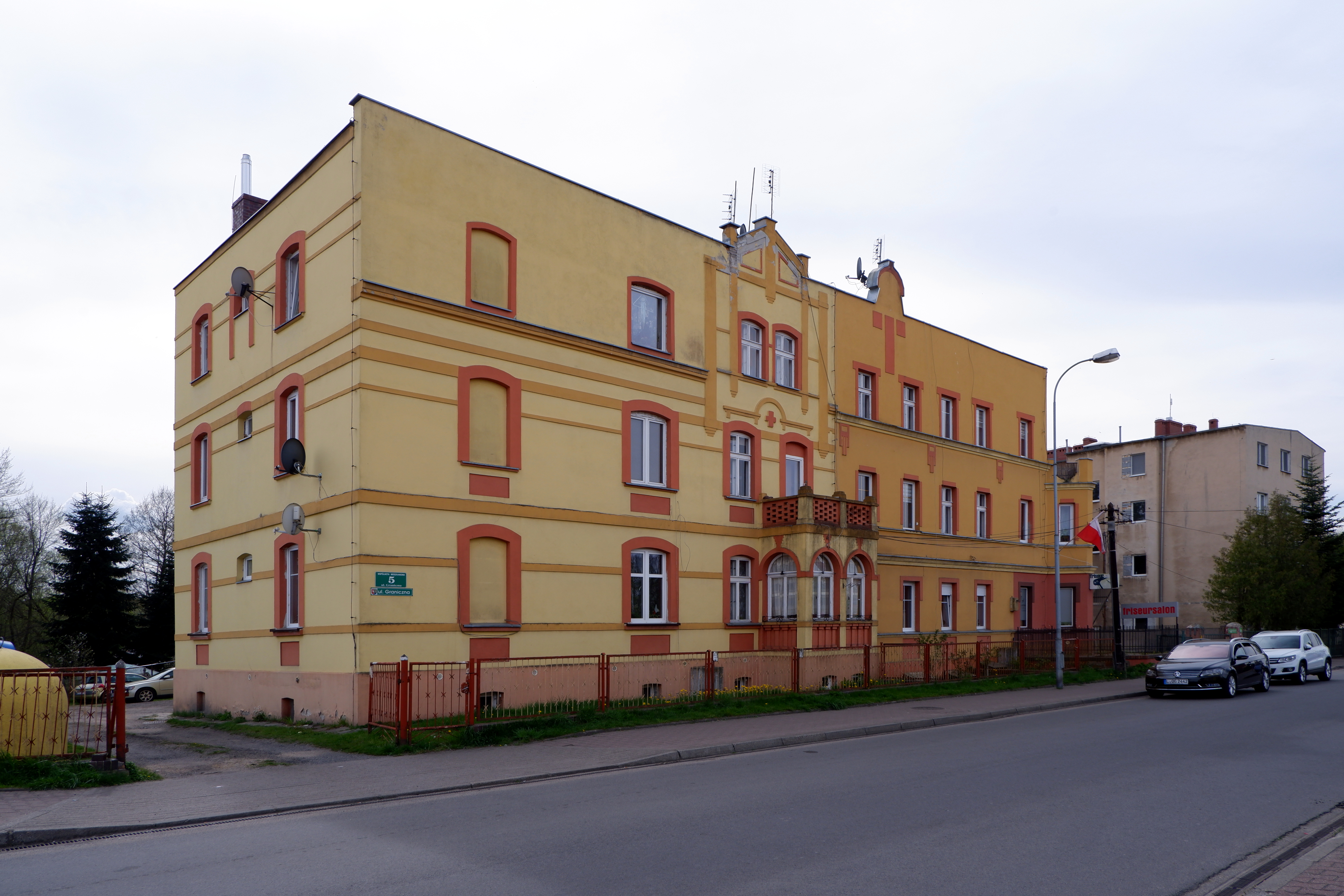
Kamienice przy ulicy Granicznej

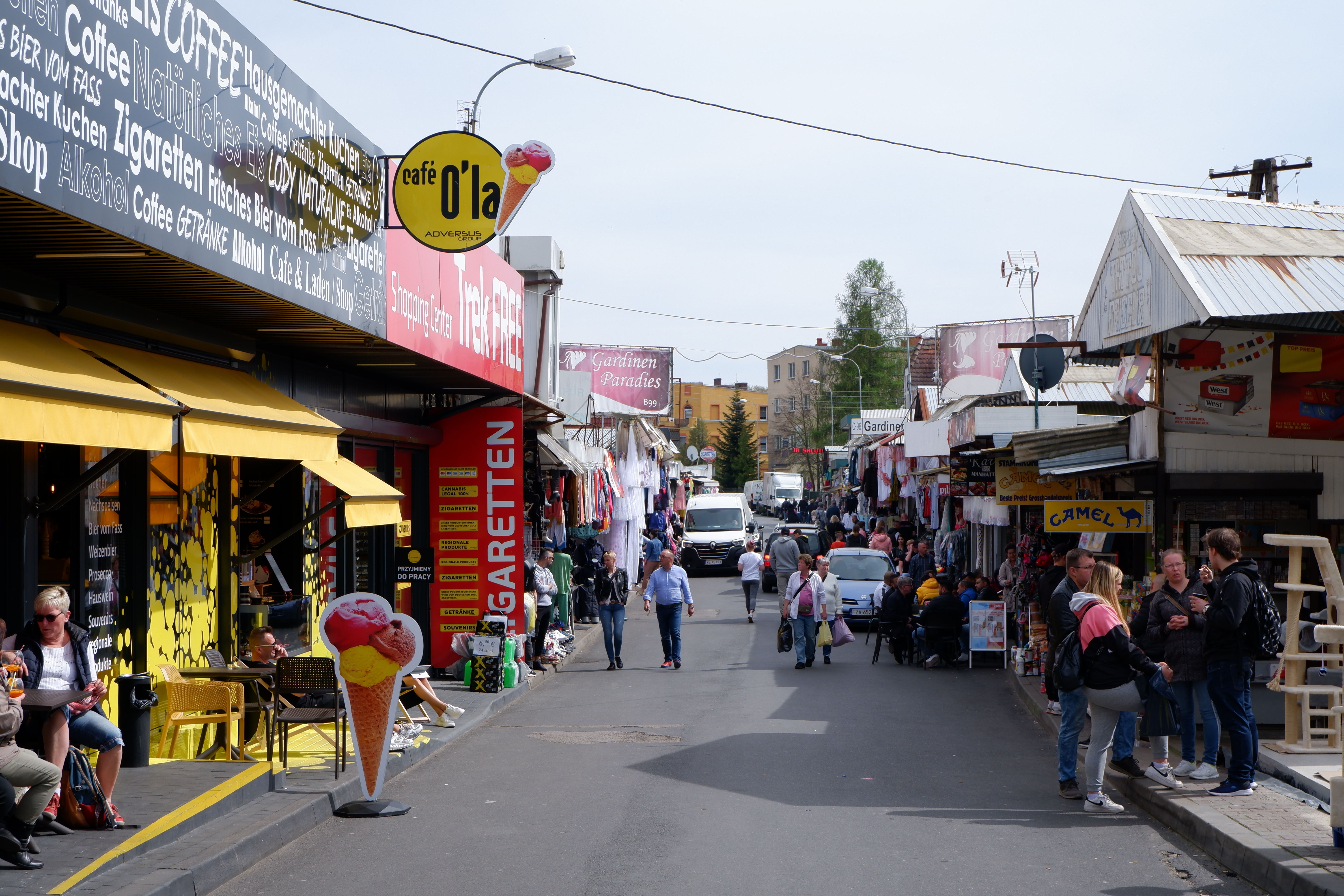
Przygraniczne targowisko Polenmarkt

Historia Łęknicy powiazana jest z miastem Mużakowem (niem. Muskau). Prawa miejskie Mużaków otrzymał w 1452 roku; w ciągu wieków był wielokrotnie niszczony przez pożary i powodzie. Centrum Mużakowa znajdowało się na zachodnim brzegu Nysy, a na wschodnim rozciągały się łąki, pola uprawne i lasy. Graniczyła po tej stronie z Muskau osada o nazwie Wendyjska Wieska, później Luknić i Lugnitz, która dała początek powojennej Łęknicy.
31 marca 1940 Lugknitz włączono do Mużakowa, stając się jego prawobrzeżną dzielnicą.
Wojska niemieckie zostały wyparte z miasta 22 lutego 1945 roku przez oddziały 52 armii I Frontu Ukraińskiego. Po ustaleniu granicy polsko–niemieckiej na Nysie Łużyckiej Łęknica (początkowo nazywana Lubanicą) została samodzielną miejscowością bez praw miejskich. Polskie oddziały WOP zaczęły pełnić służbę graniczną od jesieni 1945 roku. W 1946 roku była tu 22 strażnica WOP 5 Komendy Odcinka. Miasto było zniszczone podczas wojny w 70%. Znacznemu zniszczeniu uległy również obiekty przemysłowe: szyby kopalni węgla brunatnego „Babina” (40%), huta szkła (30%) i zakład produkcji ceramiki budowlanej - dachówek (50%).
Osadnicy wojskowi byli pierwszymi mieszkańcami miasta, a po jego rozminowaniu przez jednostkę saperów we wrześniu 1945 zaczęli przybywać z centralnych województw Polski nowi osadnicy. Osiedlali się tu również Polacy powracający z robót przymusowych. W mieście zatrzymywali się także repatrianci z Francji i Belgii. W ramach repatriacji ze Związku Radzieckiego w 1958 przyjechało do Łęknicy osiemnaście rodzin.
Miejscowość wielokrotnie zmieniała nazwę: w latach 1945–1947 była to Łuknica, a następnie na Ługnica i Łęknice. Nazwę Łęknica otrzymała w 1956 roku. Stacja kolejowa do końca lat 60. XX wieku nosiła nazwę Mużaków Wschód. W czasie zmian administracyjnych do 1950 roku jako wieś (razem z powiatem żarskim) wchodziła w skład województwa wrocławskiego. Do 1954 należała do gminy Niwica, od 1955 była siedzibą gromady Łęknica, a w 1956 przemianowana została na osiedle. 1 stycznia 1969 roku decyzją Wojewódzkiej Rady Narodowej uzyskała prawa miejskie.
2 lipca 2004 Komitet Światowego Dziedzictwa Kultury jednogłośnie uznał leżący na terenie gminy Park Mużakowski za obiekt światowego dziedzictwa kultury UNESCO.

## Zabytki
Do wojewódzkiego rejestru zabytków wpisane są:
- zespół Parku Mużakowskiego, z lat 1815–1845, wpisany w 2004 roku na Listę światowego dziedzictwa UNESCO: jako 12 obiekt w Polsce[20]:
  - park krajobrazowy
  - park zewnętrzny „pola Bronowickie”
- zespół pałacowy „Belweder”, ul. Wojska Polskiego 2:
  - pałac, obecnie miejski ośrodek kultury, z 1925 roku
  - park, z XIX wieku, w 1925 roku.

## Środowisko i ochrona przyrody
Na obszarze gminy częściowo znajduje się rezerwat przyrody Nad Młyńską Strugą chroniący drzewostan lasów grądowych i łęgowych.
Ponadto, w Parku Mużakowskim rosną wyjątkowe drzewa. Największe z nich to pomnikowe dęby – Dąb Odyna o obwodzie 854 cm (w 2011) i Dąb Tora, o obwodzie 715 cm (w 2015).
Obszar Gminy Łęknica wchodzi w skład polsko-niemieckiego Parku Krajobrazowego Łuk Mużakowa (Muskauer Faltenbogen). Jednego z czterech na świecie Geoparków transgranicznych zaliczonych przez UNESCO do Listy Geoparków Światowych.

## Struktura powierzchni
Według danych z roku 2002 Łęknica ma obszar 16,4 km², w tym:
- użytki rolne: 11%
- użytki leśne: 65%

Miasto stanowi 1,18% powierzchni powiatu.

## Demografia
Dane z 30 czerwca 2004:
| Opis                              | Ogółem | Ogółem | Kobiety | Kobiety | Mężczyźni | Mężczyźni |
| --------------------------------- | ------ | ------ | ------- | ------- | --------- | --------- |
| Jednostka                         | osób   | %      | osób    | %       | osób      | %         |
| Populacja                         | 2648   | 100    | 1381    | 52,2    | 1267      | 47,8      |
| Gęstość zaludnienia [mieszk./km²] | 161,5  | 161,5  | 84,2    | 84,2    | 77,3      | 77,3      |

W Łęknicy funkcjonowała, jeszcze po II wojnie światowej, kopalnia węgla brunatnego.
Według danych z 10 kwietnia 2012 r. liczyło 2564 mieszkańców.
- Piramida wieku mieszkańców Łęknicy w 2014 roku[30].

## Wspólnoty wyznaniowe
- Kościół Boży w Chrystusie:

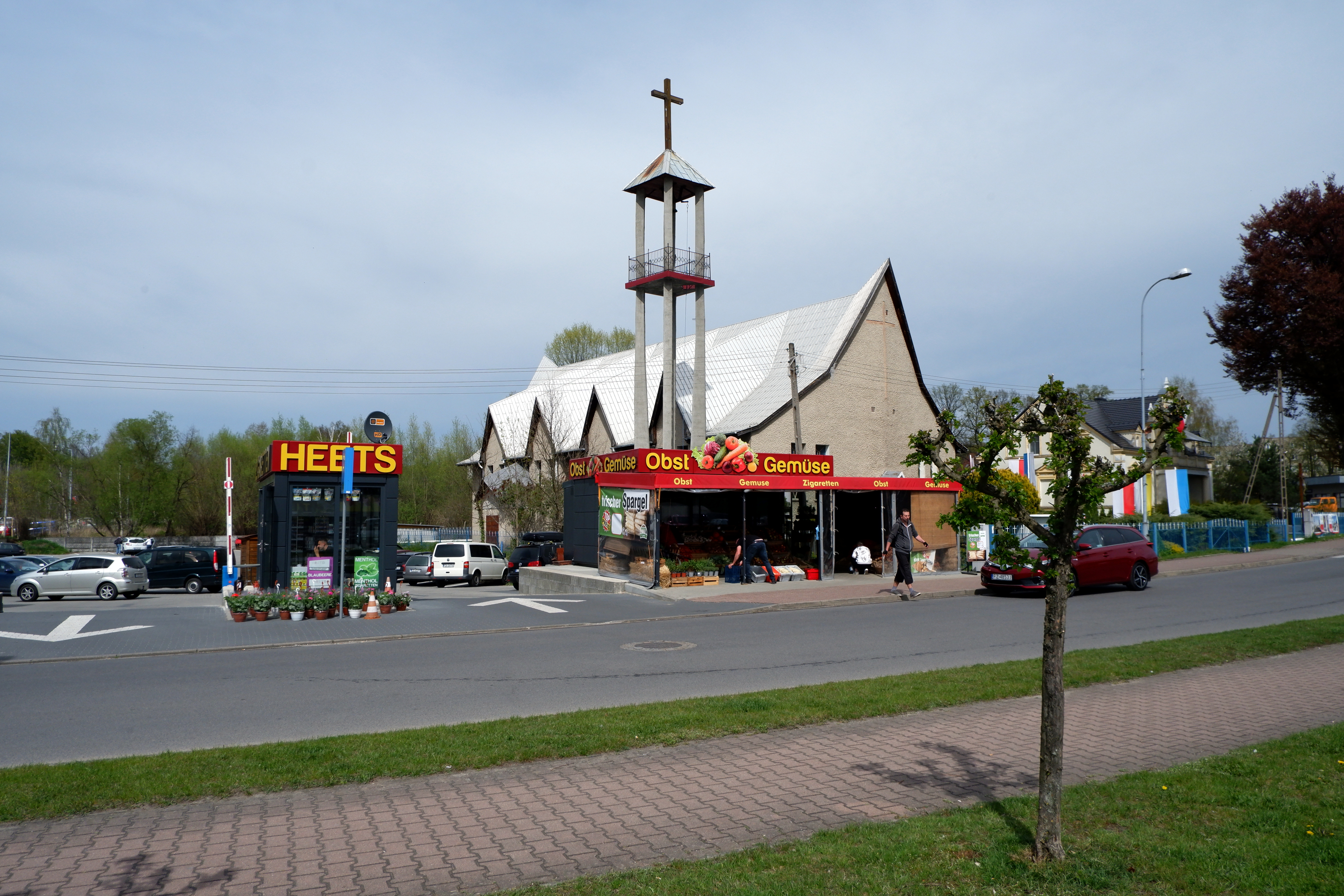
Kościół św. Barbary

  - Centrum Chrześcijańskie „Bez Granic”[31]
- Kościoła rzymskokatolicki:
  - parafia św. Barbary[32]
- Świadkowie Jehowy:
  - zbór Łęknica (Sala Królestwa Tuplice ul. Cmentarna 6)[33].

## Transport

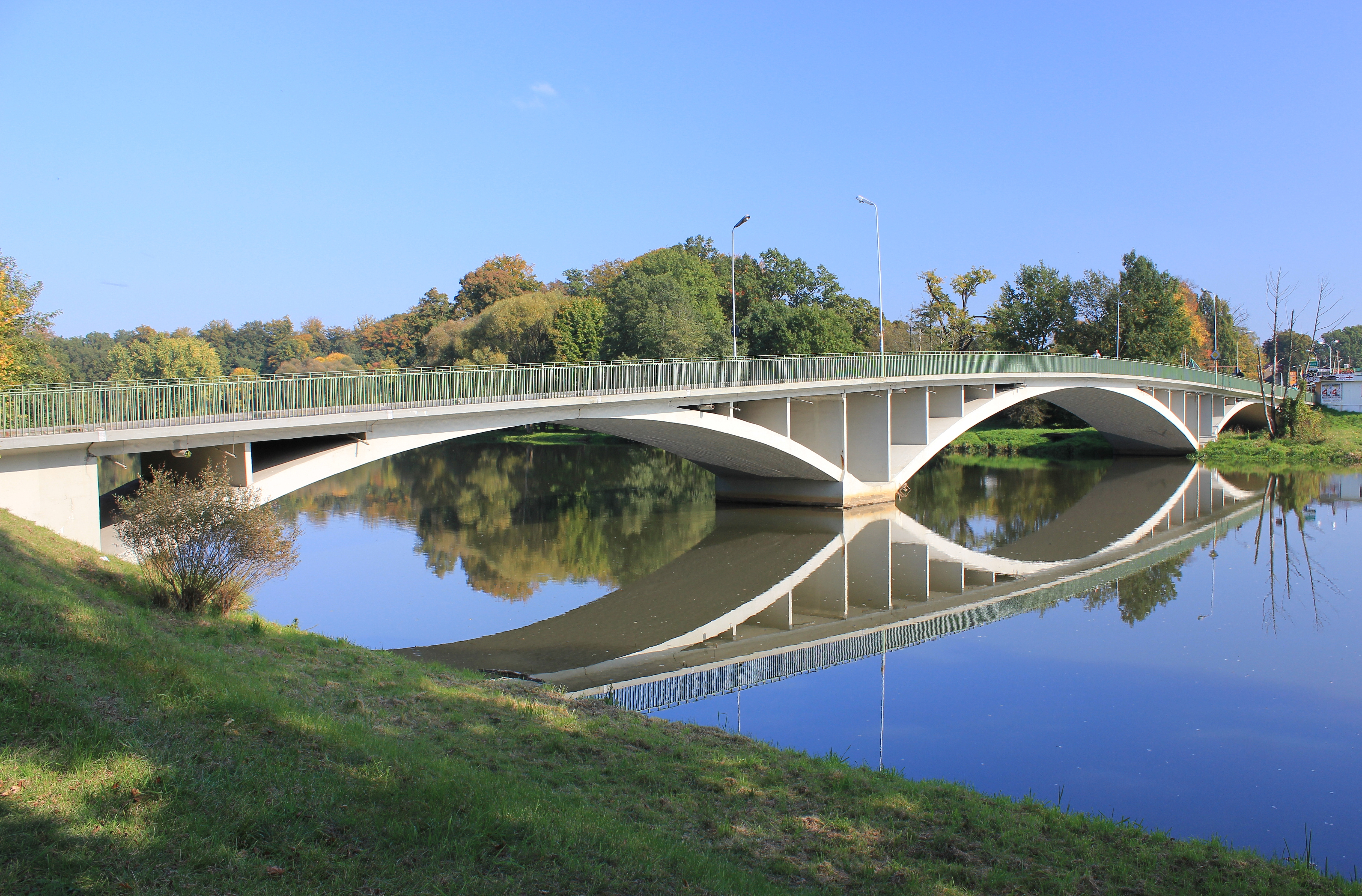
Most graniczny

Przez Łęknicę przebiegała droga krajowa nr 12 prowadząca do drogowego przejścia granicznego Łęknica-Bad Muskau na granicy z Niemcami.
W celu wyprowadzenia intensywnego ruchu tranzytowego z Łęknicy po stronie polskiej i Mużakowa po stronie niemieckiej, wybudowano obwodnicę. W skład której wchodzi odcinek drogi krajowej nr 12, poprowadzony po południowych, południowo-wschodnich i wschodnich obrzeżach Łęknicy, nowy most graniczny przez rzekę Nysę Łużycką oraz nowy odcinek drogi po stronie niemieckiej w okolicach gminy Krauschwitz. 22 grudnia 2011 roku otwarto obwodnicę miasta, a wcześniej 17 października nowy most na Nysie Łużyckiej prowadzący w kierunku Krauschwitz.

## Sport
Od 1947 roku w Łęknicy funkcjonuje klub piłkarski Łęknicki Klub Sportowy Łęknica, który występuje w sezonie 2023/2024 w klasie okręgowej, gr. Zielona Góra. Zespół domowe mecze rozgrywa na Stadionie Miejskim w Łęknicy.

## Sąsiednie gminy

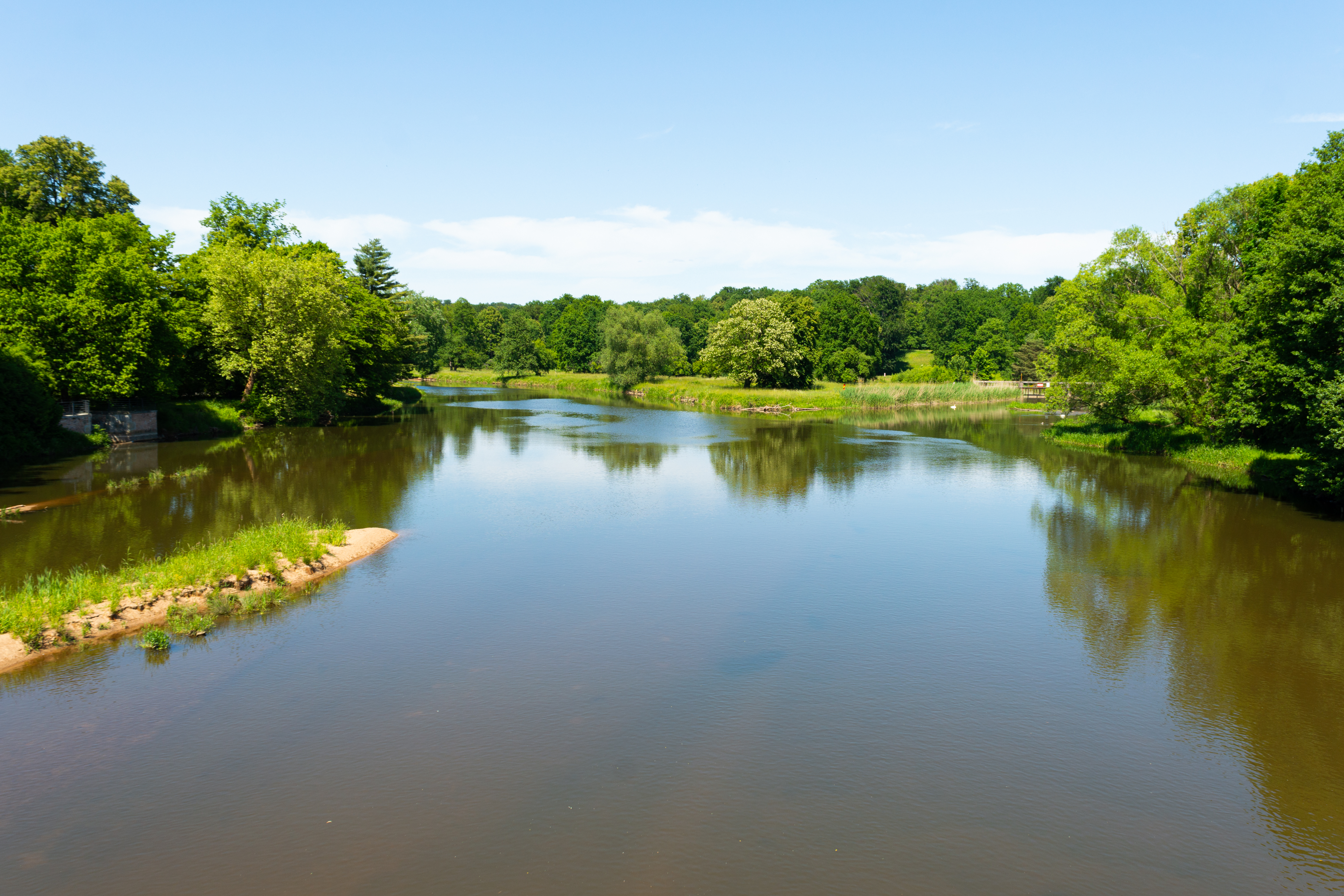
Nysa Łużycka w Łęknicy

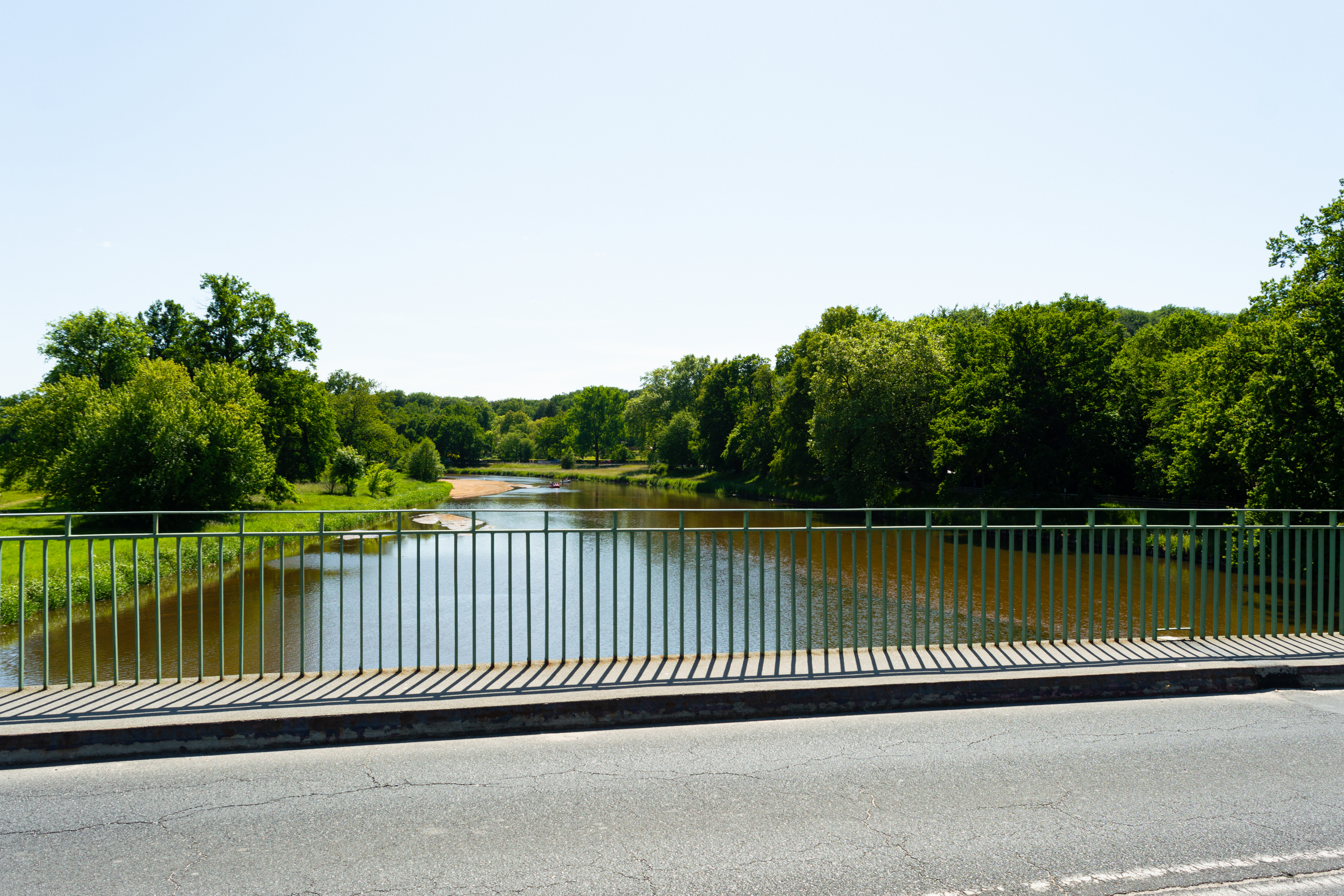
Druga strona Nysy Łużyckiej

- Przewóz,
- TrzebielNysa Łużycka w ŁęknicyDruga strona Nysy ŁużyckiejZamek w Mużakowie po Niemieckiej stronie parku

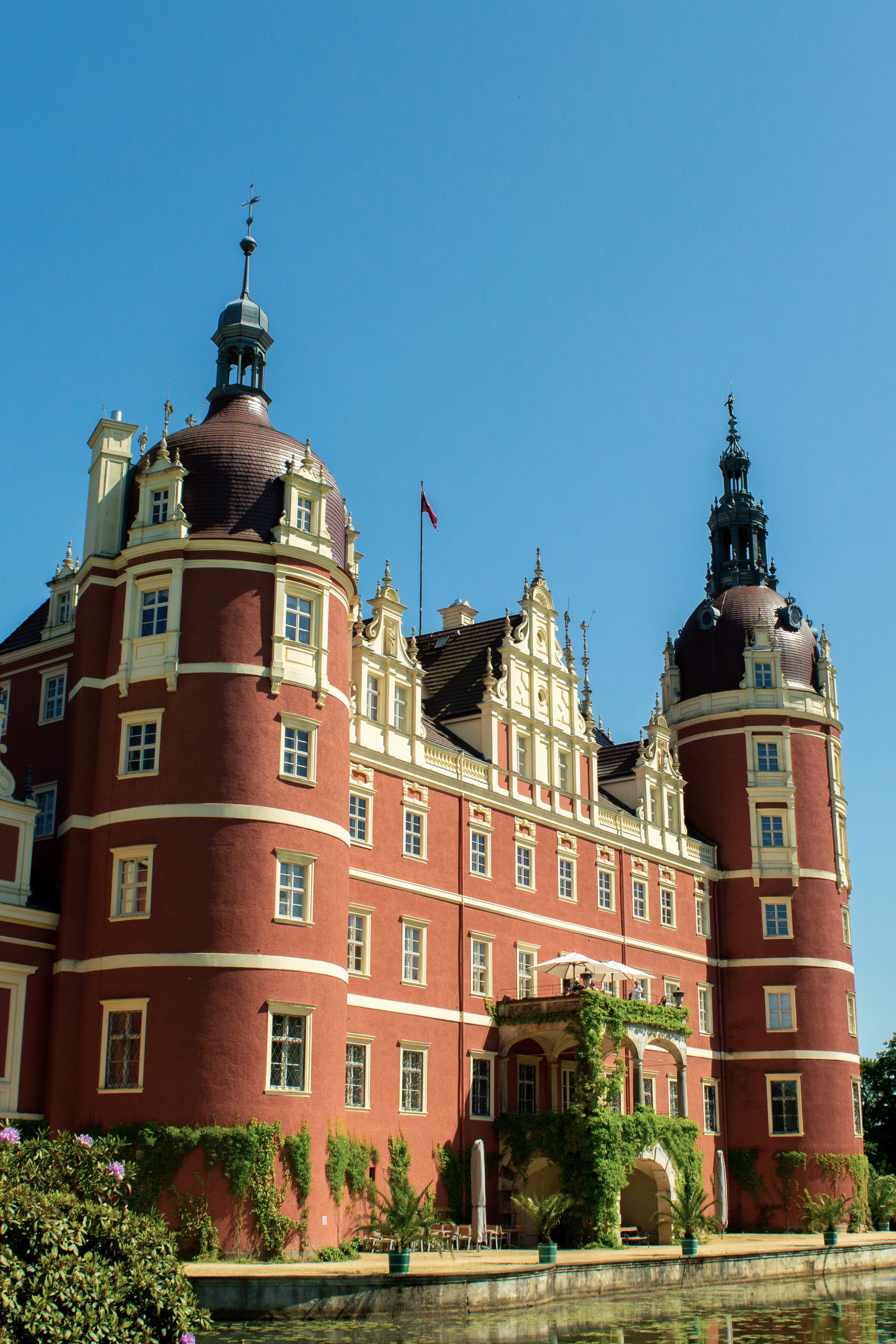
Zamek w Mużakowie po Niemieckiej stronie parku

Gmina sąsiaduje z Niemcami.